# Miles Ahead (película)
Miles Ahead es una película estadounidense del género musical. Este filme abarca parte de la vida de Miles Davis y toma su nombre del disco lanzado en 1957.
Protagonizada por Don Cheadle, quien interpreta al músico, Emayatzy Corinealdi y Ewan McGregor, cuyo guion fue escrito por Cheadle y Steven Baigelman, y dirigida por el mismo Cheadle, siendo además su debut en este rol. La película fue la última en exhibirse en el Festival de Cine de Nueva York del año 2015.
La película se desarrolla con varios saltos en el tiempo, comenzando con Davis dando una entrevista en la que cuenta su historia. La línea principal se desarrolla con un intento del músico de volver a crear en medio de un periodo de una fuerte adicción a las drogas en los años 70; además de una historia ficticia con un periodista (McGregor). Mientras todo esto sucede, en la película ocurren flashbacks a distintos periodos de la vida de Davis, aunque no consecutivamente, enfocándose en la grabación de algunos de sus discos: Kind of Blue, Someday My Prince Will Come, Bitches Brew, entre otros.
En su mayoría, Miles Ahead recibió críticas positivas, con buenos comentarios hacia el desempeño de Cheadle tanto de director como actor, a pesar de que algunos fueron críticos con la trama. Además, ha recaudado cinco millones de dólares.

## Elenco
- Don Cheadle como Miles Davis.
- Emayatzy Corinealdi como Frances Taylor.
- Ewan McGregor como Dave Braden.
- Michael Stuhlbarg como Harper Hamilton.
- Keith Stanfield como Junior.
- Austin Lyon como Justin.
- Jeffrey Grover como Gil Evans.
- Joshua Jessen como Bill Evans.
- Theron Brown como Herbie Hancock.
- JT Thigpen como Paul Chambers.